# Kay Ryan
Kay Ryan (San Jose, 21 settembre 1945) è una poetessa e educatrice statunitense.

## Biografia
Nata e cresciuta in California, Kay Ryan ha studiato all'Università della California, Los Angeles e dal 1971 insegna letteratura inglese al College of Marin.
Pur pubblicando regolarmente dai primi anni ottanta, la Ryan ottenne il riconoscimento della critica e del pubblico solo dopo la vittoria del Ruth Lilly Poetry Prize nel 2004, a cui seguì la pubblicazione della sua sesta raccolta, The Niagara River. Dal 2008 al 2010 è stata la poetessa laureata degli Stati Uniti e nel 2011 ha vinto il Premio Pulitzer per la poesia per la sua raccolta The Best of It.
Dichiaratamente omosessuale, è stata impegnata in una relazione con Carol Adair dal 1978 alla morte dell'Adair nel 2009.

## Opere
- Dragon Acts to Dragon Ends, 1983. ISBN 0-911407-00-6
- Strangely Marked Metal, 1985. ISBN 0-914278-46-0
- Flamingo Watching, 1994. ISBN 0-914278-64-9
- Elephant Rocks,1996, ISBN 0-8021-1586-1
- Say Uncle, 2000. ISBN 0-8021-3717-2
- The Niagara River, 2005. ISBN 0-8021-4222-2
- Jam Jar Lifeboat & Other Novelties Exposed, 2008. ISBN 978-0-9815781-1-8
- The Best of It: New and Selected Poems, 2010. ISBN 978-0-8021-1914-8
- Erratic Facts, 2015. ISBN 978-0-8021-2405-0